# Wall Street Market
Wall Street Market war der zweitgrößte Darknet-Markt und ausschließlich als Hidden Service über das Tor-Netzwerk erreichbar. Die Website wurde von Europol und dem Bundeskriminalamt beschlagnahmt und am 2. Mai 2019 abgeschaltet. Sie wurde in einem unterirdischen Rechenzentrum, dem CyberBunker, in der ehemaligen Kaserne Mont Royal der Bundeswehr gehostet.

## Inhalt
Auf der Website wurden unter anderem Drogen, ausgespähte Daten, gefälschte Dokumente und Schadsoftware mit einem Umsatzvolumen von etwa 40 Millionen Euro gehandelt. Waffen und Kinderpornographie wurde nicht angeboten. Laut Bundeskriminalamt wurden zuletzt 63.000 Verkaufsangebote, 5400 Verkäufer und 1,15 Millionen Kundenkonten gesichtet. Bezahlt wurden die Waren mit den Kryptowährungen Bitcoin und Monero. Am meisten Umsatz machte die Website in den Vereinigten Staaten.

## Geschichte
Die Betreiber der Website betrieben 2016 bereits den Darknet-Marktplatz German Plaza Market, nahmen damit ca. 1,2 Millionen Euro ein und investierten die Einnahmen in die neue Plattform. Hier beobachteten die Ermittlungsbehörden bereits den Bitcoin-Verlauf. Ebenfalls gab es bei den Betreibern Probleme mit der VPN-Verschlüsselung, was es den Ermittlern einfacher machte, an ihre Identität zu gelangen.
Seit März 2019 führten Europol, die niederländische Polizei, das FBI und das BKA verstärkte Ermittlungen gegen die Seite durch. Nachdem die Betreiber am 23. April 2019 die Seite in den Wartungsmodus geschaltet und einen Exit-Scam eingeleitet hatten, um die Gelder an sich selbst zu leiten und unterzutauchen, flogen sie auf. Am 23. und 24. April 2019 wurden die Betreiber der Website festgenommen und es kam zu einer Hausdurchsuchung. Datenträger, etwa 550.000 Euro in bar, einen sechsstelligen Betrag in unterschiedlichen Kryptowährungen, Luxusuhren, Luxusfahrzeuge sowie eine Schusswaffe konnte sichergestellt werden.
Die am 2. Juli 2021 verurteilten Täter sind:
- ein 33-jähriger Mann aus Bad Vilbel (Hessen)
- ein 31-jähriger Mann aus dem Landkreis Esslingen (Baden-Württemberg)
- ein 24-jähriger Mann aus Kleve (Nordrhein-Westfalen)

Die Website generierte etwa 40 Millionen Euro Umsatz, wovon die Betreiber laut Strafverfolgungsbehörden zwischen 2 und 6 % Provision erhielten.
Auch in den Vereinigten Staaten kam es zu zwei Verhaftungen von größeren Drogenhändlern. Nachdem am 2. Mai Ermittler die Server der im CyberBunker gehosteten Internetseiten beschlagnahmten, wurde ein Banner mit der Inschrift „Die Plattform und der kriminelle Inhalt wurden beschlagnahmt“ von den Behörden auf der Website veröffentlicht. Bis Ende Juni wurde Kryptowährung im damaligen Wert von 16 Millionen Euro beschlagnahmt., die Verwertung der 10 Währungen zum Jahresende 2021 erbrachte 100 Millionen Euro für Hessens Staatshaushalt.
Das Frankfurter Landgericht hat die Verantwortlichen des einst weltweit zweitgrößten Online-Marktplatzes im Darknet am 2. Juli 2021 verurteilt. Das Gericht verhängte gegen den 24-jährigen Mann aus Kleve (Nordrhein-Westfalen) der im Darknet unter dem Pseudonym „Coder420“ agierte, eine Haftstrafe von 5 Jahren und 3 Monaten nach Jugendstrafrecht. Für seine beiden Mittäter fiel das Urteil höher aus, so wurde der 33-jährige Mann aus Bad Vilbel (Hessen), bekannt unter dem Pseudonym „Kronos“, zu einer Haftstrafe von 6 Jahren und 3 Monaten verurteilt. Die höchste Strafe erhielt der dritte Betreiber des Marktplatzes, ein 31-jähriger Mann aus dem Landkreis Esslingen (Baden-Württemberg), bekannt als „TheOne“. Sein Urteil lautete 7 Jahre und 9 Monate. Alle Betreiber des illegalen Marktplatzes wurden wegen bandenmäßigem Rauschgifthandel verurteilt. Mit dem Urteil folgte das Gericht dem Antrag der Generalstaatsanwaltschaft.
Die Angeklagten hatten im Prozess früh die Vorwürfe eingeräumt. Zudem halfen sie bei der Aufklärung und gaben ihre Geldverstecke preis. Auch zeigten sie im Prozess Reue. Das verkürzte das Verfahren erheblich.
Der 31-jährige Mann aus dem Landkreis Esslingen (Baden-Württemberg) schilderte gleich zu Beginn, dass es die technische Neugierde gewesen sei, die das Trio zunächst angetrieben habe. Weil der Handel virtuell ablief, habe das Bewusstsein dafür gefehlt, dass sie als Drogenhändler fungierten.

## Dokumentation
Am 19. Mai 2020 veröffentlichte der funk-YouTube-Kanal STRG F eine Dokumentation zu der Seite und deren Betreibern. Einer der Angeklagten, bekannt als „Martin TheOne“, erzählte außerdem seine Geschichte in der dritten Folge der ProSieben-Dokumentation „Jenke Crime“, die am 18. Mai 2021 ausgestrahlt wurde.